# Електрика

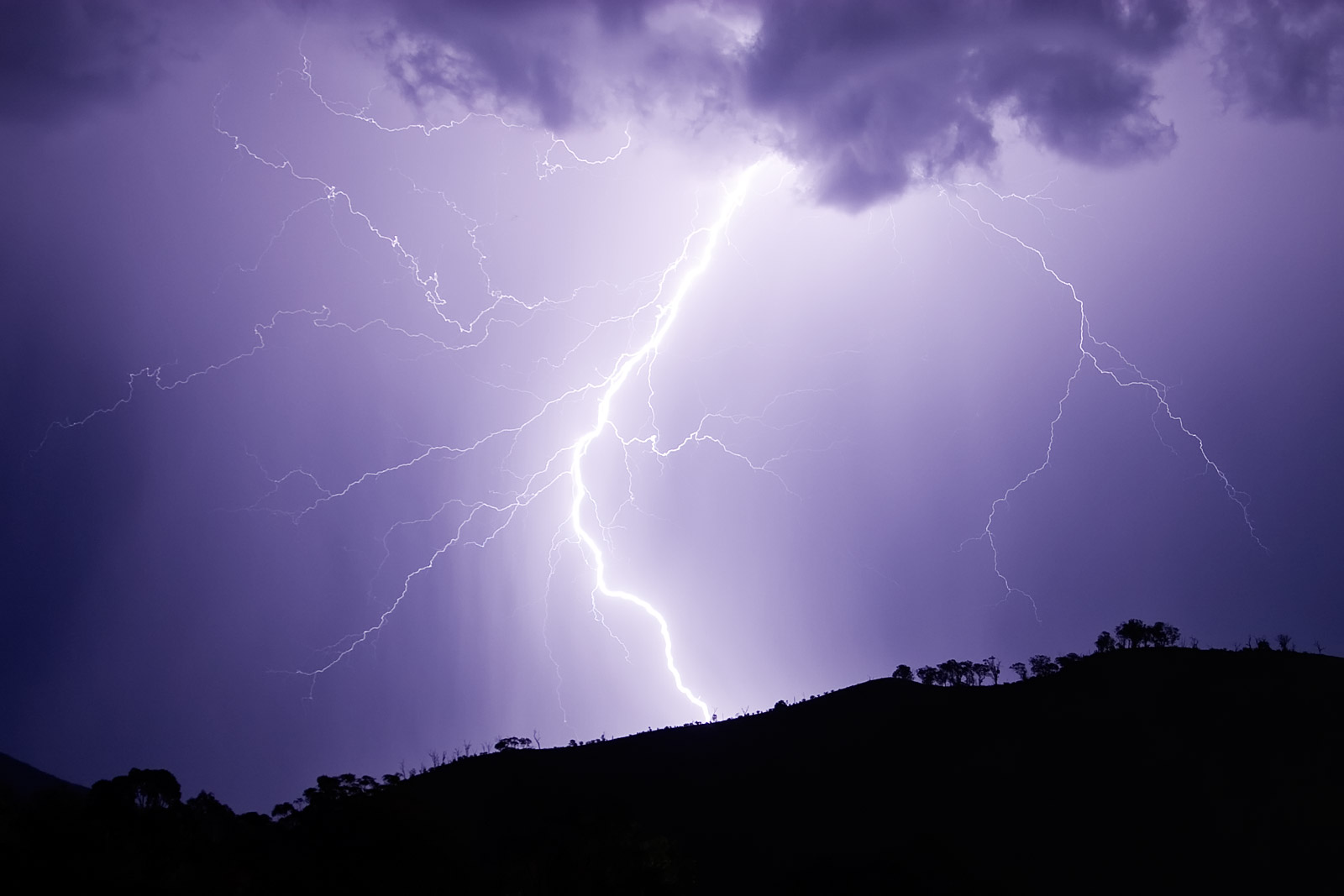
Блискавка — одне з електричних явищ

Еле́ктрика (від грец. ήλεκτρον — бурштин; раніше також громови́на) — розділ фізики, що вивчає електричні явища: взаємодію між зарядженими тілами, явища поляризації та проходження електричного струму.
Електрика — явище природи, пов'язане з існуванням, рухом і взаємодією електричних зарядів.
Електричні явища лежать в основі сучасних засобів виробництва, транспортування й розподілу енергії, а тому є основою численних застосувань в сучасній технології.

## Суміжні дисципліни
Зв'язок електричних явищ з магнітними, вивчається електромагнетизмом. Електродинаміка, яка охоплює електрику та магнетизм, вивчає також електромагнітні хвилі. На противагу електродинаміці розділ електрики, що вивчає тільки нерухомі електричні заряди, називається електростатикою.
На електриці ґрунтуються прикладні науки, такі як електротехніка, електрохімія тощо.

## Історія

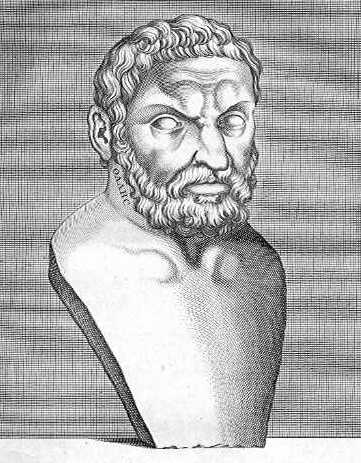
Давньогрецький філософ Фалес Мілетський один з перших дослідників електрики

Електричні явища були відомі ще в давнину, давнім грекам, фінікійцям, жителям Межиріччя. Те, що при натиранні бурштин отримує властивість притягувати до себе легкі предмети, описував в 600-х роках до н. е. Фалес Мілетський. Фалес, однак, не відрізняв електрики від магнетизму, вважаючи це одним явищем, от тільки бурштин отримує таку дивну властивість при терті, а в магнетита вона постійна.
Новий крок у вивченні електричних явищ здійснив у 1600 році англійський лікар Вільям Ґілберт. Провівши дослідження електричних і магнітних явищ, він оприлюднив книгу «Про магніт» (англ. De Magnete, Magneticisque Corporibus, et de Magno Magnete Tellure), в якій зробив висновок, що властивості постійного магніту і здатність натертого бурштину притягати предмети — безумовно різні явища. Ґілберт почав застосовувати латинське слово electricus — бурштиноподібний, для опису такої властивості. У своїй книзі Ґілберт також прийшов до висновку, що Земля є магнітом, і саме тому стрілка компаса вказує на полюс.

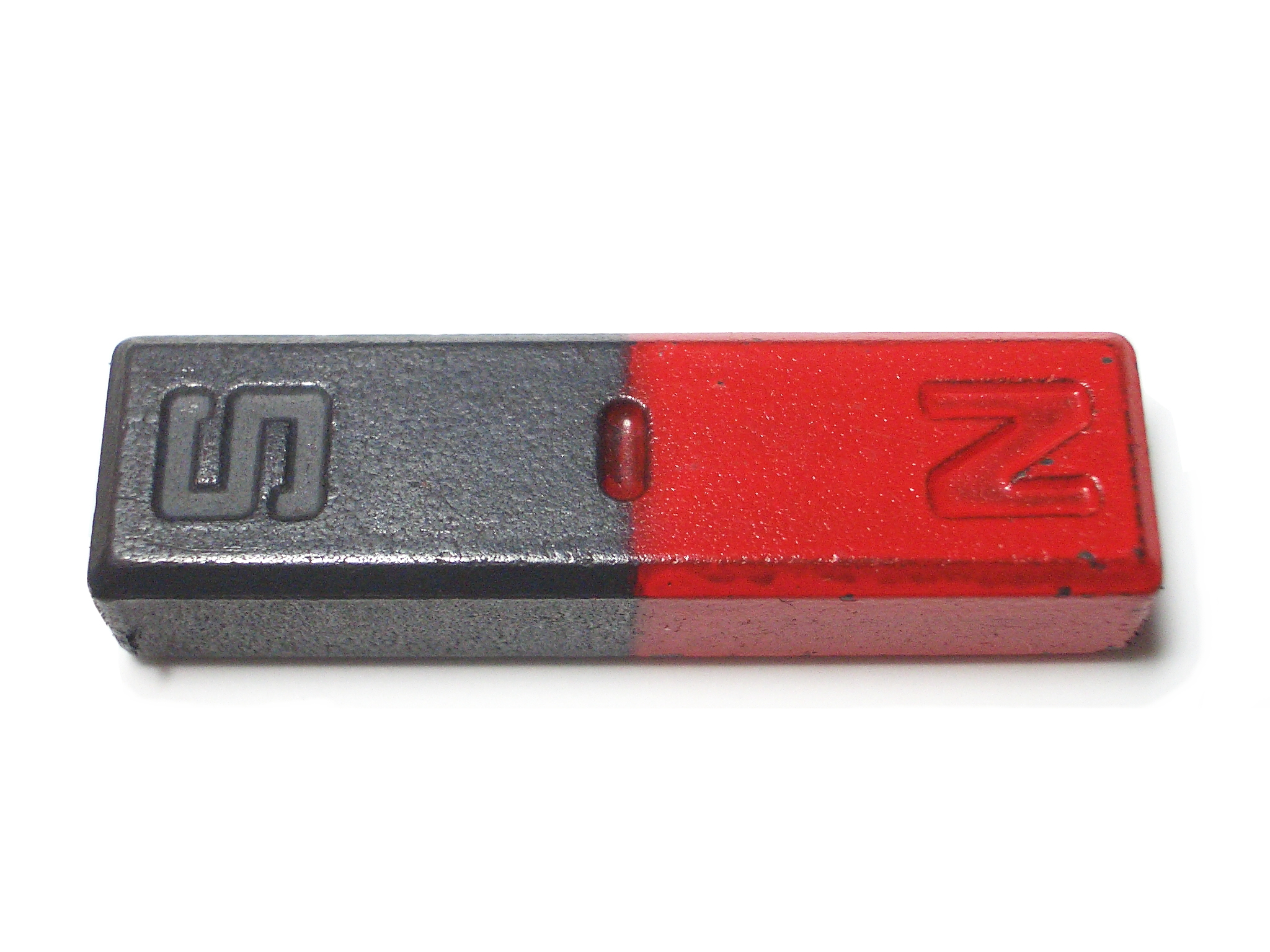
Постійний магніт — найпростіший приклад магнітного диполя.

У середині 17-го століття Отто фон Ґеріке винайшов електростатичний генератор.
Експерименти Стівена Ґрея показали, що електрику можна передавати на віддаль (до 800 футів) за допомогою провідників (зволожених ниток), якщо уникати контакту із землею і використовувати ізоляцію. Так почалися дослідження струмів і були закладені основи поділу матеріалів на провідники й діелектрики.
Шарль Дюфе відкрив два різні типи електрики, назвавши їх «скляним» і «смолистим» (тепер їх називають додатніми й від'ємними зарядами), показавши, що однойменні заряди відштовхуються, а різнойменні притягаються. Дю Фе також поділив речовини на провідники й ізолятори, називаючи їх «електриками» і «неелектриками».
Досліди Бенджаміна Франкліна, проведені в 1752 році, продемонстрували, що блискавка має електричну природу.

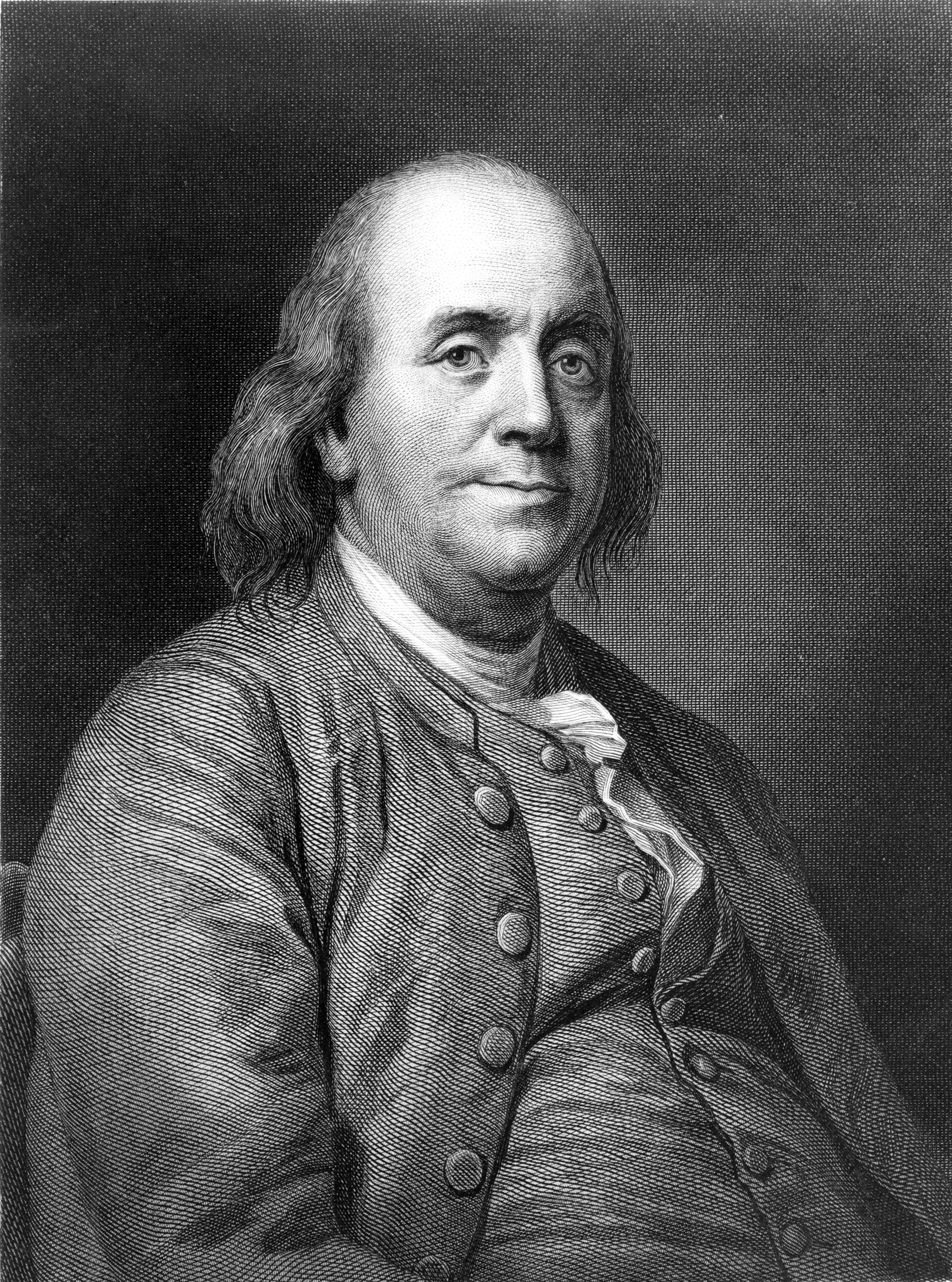
Бенджамін Франклін США, політик та винахідник. Проводив дослідження електрики в 18 ст.

У 1791 році Луїджі Гальвані оприлюднив відкриття біоелектрики, продемонструвавши, що електрика є середовищем, за допомогою якого нейрони передають сигнали до м'язів.. 1800 року Алессандро Вольта побудував першу батарею — вольтів стовп. Новий тип джерела струму був набагато надійнішим, ніж електростатичні генератори, які використовували до того. 1820 року Андре-Марі Ампер відкрив зв'язок між електрикою і магнетизмом. 1821 року Майкл Фарадей вигадав електродвигун, а в 1827 — Георг Ом встановив математичний закон, що описує струм в електричному колі.

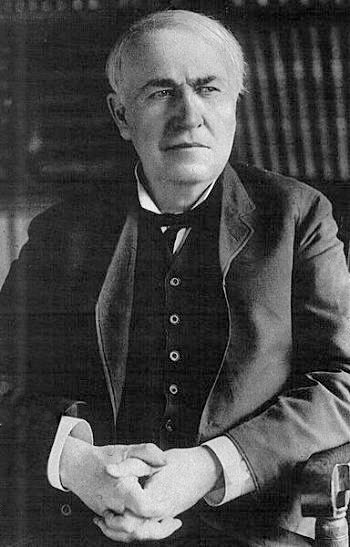
Томас Едісон

Важко перечислити всі наукові відкриття в області вивчення електричних явищ у першій половині 19-го століття. Відкриття електромагнітної індукції Фарадеєм у 1831 році відкрило шлях до виробництва і використання електричної енергії у великих масштабах, і кінець 19-го століття став епохою численних винаходів в області електротехніки. До кінця століття зусиллями таких видатних науковців і винахідників, як Нікола Тесла, Томас Алва Едісон, Вернер фон Сіменс, лорд Кельвін, Галілео Ферраріс,Александр Грем Белл, Отто Блаті та багатьох інших, електрика перетворилася з наукової цікавинки на провідну силу другої промислової революції.

## Основні положення

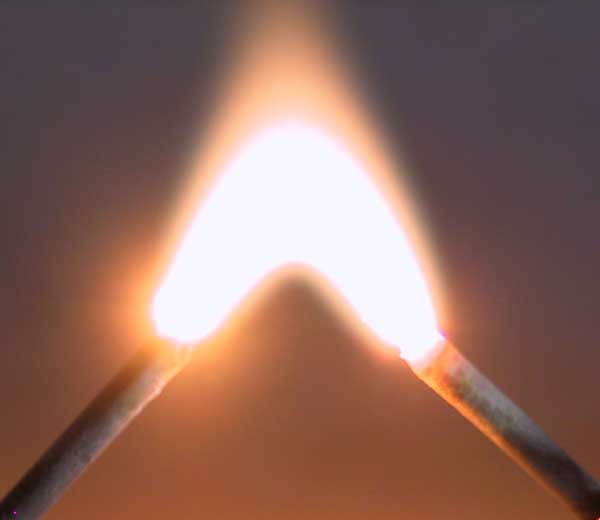
Електрична дуга забезпечує наочну демонстрацію електричного струму

Основні елементи електричного кола

Сучасна фізика вважає, що електромагнітна взаємодія є однією з фундаментальних взаємодій. Електричний заряд — властивість елементарних частинок, серед яких найважливішими, зважаючи на свою стабільність, є електрон і протон. Всі речовини складаються з атомів, в центрі яких існує позитивно заряджене ядро, а навколо ядра — негативно заряджені електрони. Більшість атомів у навколишньому світі нейтральні — число електронів у їхньому складі дорівнює числу протонів, але рухливі електрони можуть покидати атом, утворюючи додатні йони, або приєднуватися до нейтрального атома, утворюючи від'ємні йони. Якщо в якомусь фізичному тілі число електронів відрізняється від числа протонів, то таке тіло отримує макроскопічний електричний заряд. Цей процес називається електризацією.
Однойменні заряди відштовхуються, а різнойменні притягуються. Чисельно взаємодія між зарядами описується законом Кулона.
Якщо заряди помістити в суцільне середовище, то взаємодія між ними змінюється завдяки явищу, яке називається діелектричною поляризацією. Діелектрична поляризація виникає завдяки зміщенню електронів відносно ядер атомів у зовнішньому електричному полі або завдяки повороту молекул із власним дипольним моментом. У підсумку сила, яка діє на заряд з боку інших зарядів, визначається не лише величиною цих зарядів та їхнім розташуванням, а ще й наведеними дипольними моментами атомів і молекул середовища. При невеликих електричних полях (порівняно з внутрішньоатомними полями) здатність речовини поляризуватися, визначається діелектричною проникністю.
Під дією кулонівської сили заряджені частинки переміщаються, утворюючи електричний струм. Електричний струм створює магнітне поле, за яким його можна зареєструвати. Іншим наслідком проходження електричного струму крізь речовину, є виділення тепла.
Залежно від здатності проводити електричний струм речовини можна поділити на провідники й діелектрики. Провідники відрізняються від діелектриків тим, що містять вільні носії заряду, які можуть легко переміщатися всередині речовини.

## Виробництво та використання електроенергії

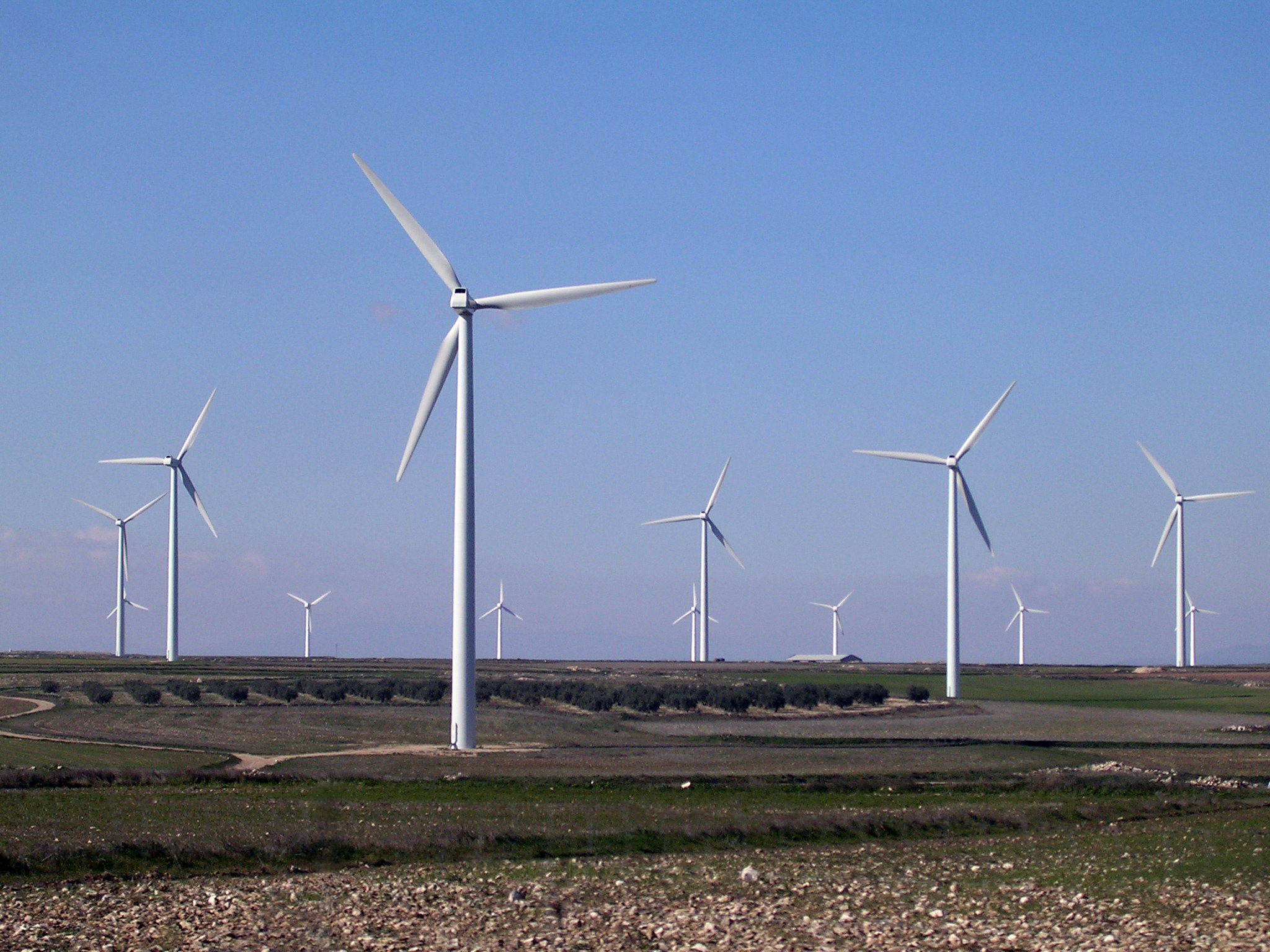
Енергія вітру набуває все більшого поширення в багатьох країнах

Починаючи з кінця 19 століття, електричні явища відіграють дедалі більшу роль у виробництві й побуті. Електрика лежить у центрі нашої культури, починаючи від освітлення та різноманітних зручних у побуті приладів, і закінчуючи потужними електричними двигунами, які використовують у виробництві.

### Виробництво

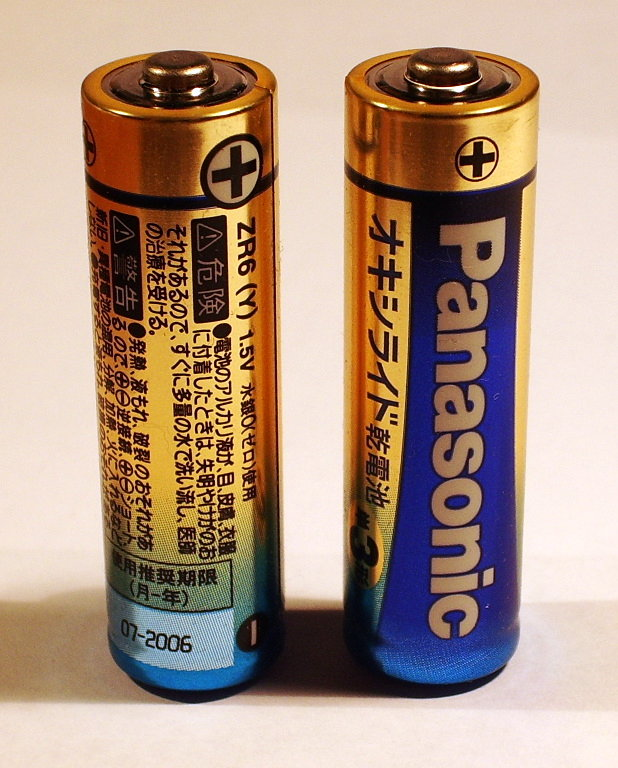
Батарейки — хімічне джерело струму

В основному призначена для використання у виробництві та побуті електроенергія виробляється електростанціями, де механічна енергія обертання парових турбін перетворюється на електричну, електричними генераторами. Тепло, необхідне для нагрівання пари, яка обертає турбіни, отримують переважно за рахунок викопного палива. Крім теплових електростанцій значна частина електроенергії виробляється атомними електростанціями та гідроелектростанціями. В останньому випадку використовують відновлюване джерело енергії. Іншими відновлюваними джерелами енергії є енергія вітру, яку використовують дедалі популярніші в сучасну пору вітряні електростанції. Пряме використання сонячної енергії можливе завдяки сонячним елементам.
Вироблена електростанціями енергія розподіляється через електричну мережу в оселі людей, на фабрики й заводи.
Окрім виробництва й розподілу електричної енергії через мережу, широко використовують також такі джерела електричної енергії, як електрохімічні батареї та акумулятори, які дозволяють отримати електричний струм невеликої напруги, потрібної для роботи переносних електронних приладів.

### Використання

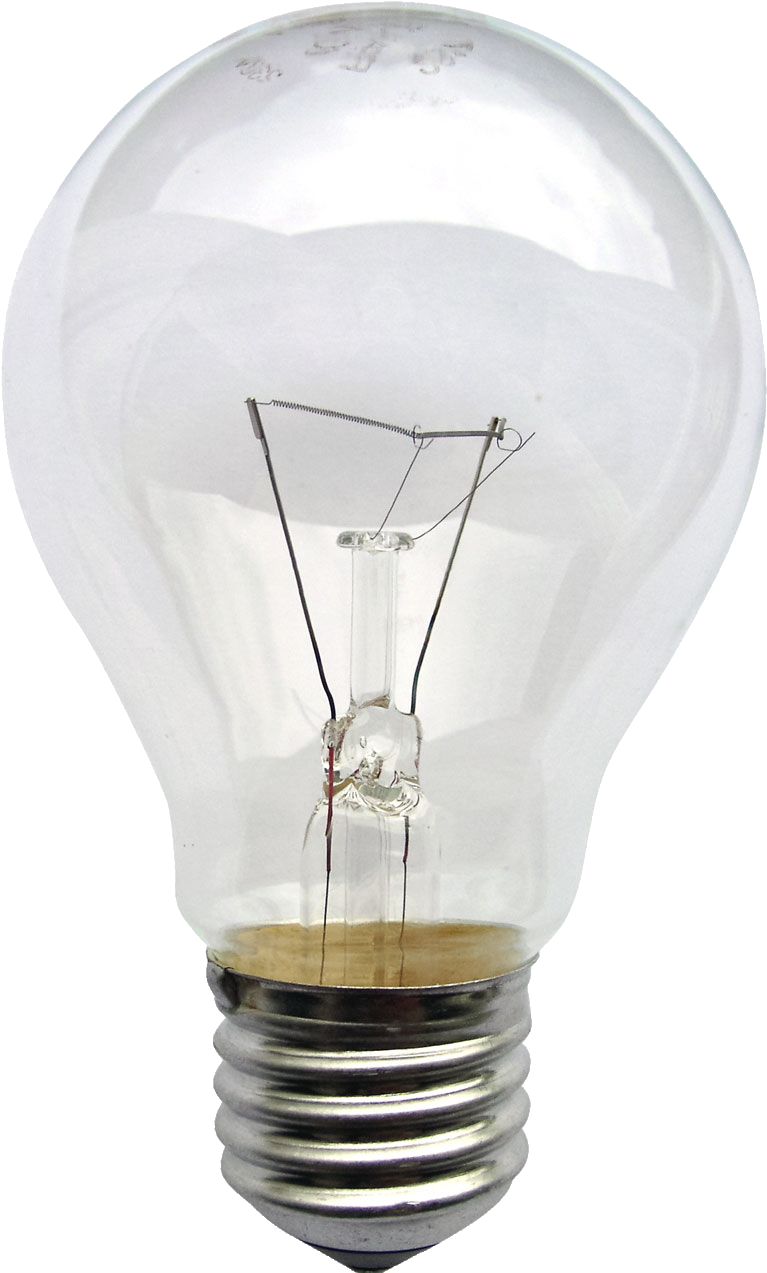
Лампа розжарення

Використання електрики забезпечує досить зручний спосіб передачі енергії, і завдяки цьому воно було адаптоване для суттєвого й досі зростаючого спектру  практичних застосувань, Одним із перших загальнодоступних способів застосування електрики було освітлення; умови для цього виявилися створені після винаходу лампи розжарювання у 1870-х роках. Перша лампа розжарювання являла собою замкнуту посудину без повітря з вугільним стрижнем. Хоча з електрифікацією були пов'язані свої ризики, заміна відкритого вогню на електричне освітлення значною мірою скоротила кількість загорянь у побуті та на виробництві.
В цілому, починаючи з ХІХ століття, електрика щільно входить у життя сучасної цивілізації. Електрику використовують не тільки для освітлення, але і для передачі інформації (телеграф, телефон, радіо, телебачення), а також для приведення механізмів в рух (електродвигун), що активно використовується на транспорті  (трамвай, метро, тролейбус, електричка) і в побутовій техніці (кухонний комбайн, пральна машина, праска, посудомийна машина).  Багато з цих приладів використовують електродвигун, винайдений Майклом Фарадеєм. З розвитком електроніки в людських оселях з'явилися також комп'ютери.
З метою отримання електрики створені оснащені електрогенераторами електростанції, а його зберігання — акумулятори і електричні батареї.
Сьогодні також електрику використовують для отримання матеріалів (електроліз), для їх обробки (зварювання, свердління, різання) та створення музики (електрогітара).
Закон Джоуля-Ленца про теплову дію електричного струму обумовлює можливості для електричного опалення приміщень. Хоча такий спосіб досить універсальний і забезпечує певний ступінь керованості, його можна розглядати як надмірно ресурсозатратний - через те, що генерація використовуваної в ньому електрики вже вимагала виробництва тепла на електростанції.  У деяких країнах, наприклад — в Данії, були навіть прийняті законодавчі норми, що обмежують або повністю забороняють використання електричних засобів опалення в нових будинках. Водночас електрика - це практичне джерело енергії для охолодження, і однією з активно зростаючих областей попиту на електрику є кондиціювання повітря. 
За даними Світового банку, на 2015 рік понад мільярд людей у світі жили без використання електрики у побуті. Близько 3 млрд осіб використали для приготування їжі та опалення гас, дрова, деревне вугілля та навоз.

## Електрика і природний світ

### Фізіологічні ефекти
Напруга, що прикладається до тіла людини, викликає протікання електричного струму крізь тканини, і чим вона більша, тим більшим буде струм. Поріг сприйняття залежить від частоти струму та шляху, яким струм проходить тілом. Для мережевої частоти електроенергії значення лежить у межах від 0,1 мА до 1 мА, хоча струм у декілька мкА може бути виявленим як незначні електровібрації за певних умов. Якщо струм є досить високим, то це викликає скорочення м'язів, аритмії серця та опіки тканин.
Відсутність видимих ознак того, що провідник знаходиться під напругою, робить електрику особливо небезпечною. Біль, спричинений ураженням електричним струмом, може бути дуже сильним, тому електрику іноді використовують як метод тортур.Смерть від електричного удару — страта на електричному стільці — досі використовується в деяких штатах США для судової страти, у деяких штатах США, хоча до кінця XX століття її застосування стало дуже рідкісним.

### Електричні явища у природі

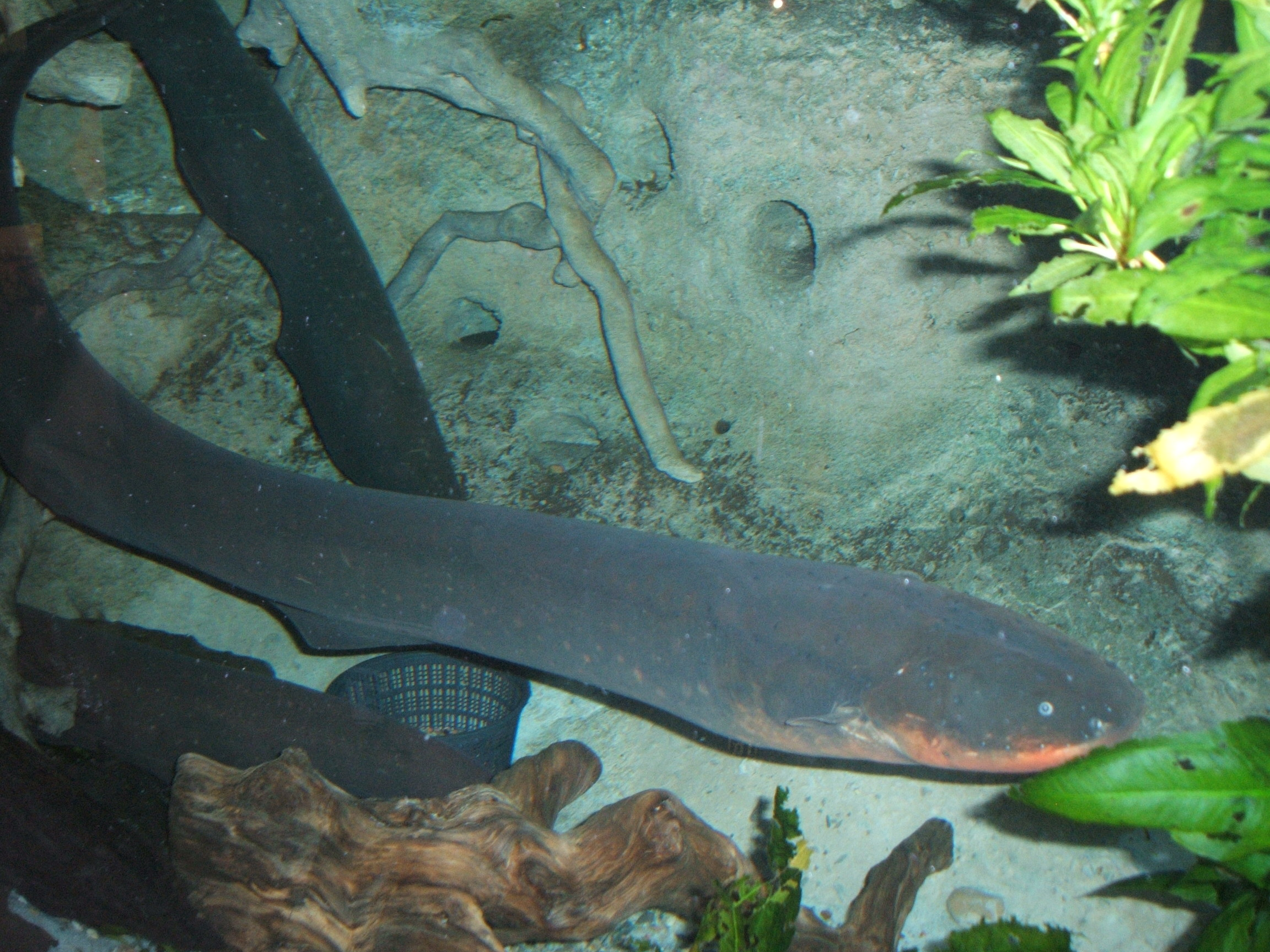
Електричний вугор генерує розряд напругою 300—650 В і силою — 0,1-1 А. Такий струм може вбити людину, що перебуває поблизу.

Електрика не є винаходом людини, і її можна спостерігати в природі в кількох формах, зокрема у вигляді блискавки. Багато взаємодій, звичних на макроскопічному рівні, таких як дотик, тертя або хімічний зв'язок, обумовлені взаємодіями між електричними полями на атомному рівні. Магнітне поле Землі утворюється завдяки природному динамо циркулюючих струмів у ядрі планети. Деякі кристали, такі як кварц, або навіть цукор, створюють різницю потенціалів при впливі зовнішнього тиску. Це явище відоме як п'єзоелектрика, від грецького piezein (πιέζειν), що означає «тиснути», і було відкрито в 1880 році П'єром і Жаком Кюрі. Ефект є взаємним: коли п'єзоелектричний матеріал піддається дії електричного поля, він дещо змінює свій розмір.
Деякі організми, наприклад, акули, здатні виявляти та реагувати на зміну електричного поля, ця здатність відома під назвою електрорецепція, а інші, які називаються електрогенними, здатні самостійно генерувати напругу, яка служить їм зброєю для полювання або захисту; це електричні риби різних рядів. Вид гімнотоподібніх, найвідомішим представником якого є електричний вугор, виявляє або оглушує свою здобич за допомогою високої напруги, що генерується модифікованими м'язовими клітинами, які називаються електроцитами. Усі тварини передають інформацію вздовж своїх клітинних мембран за допомогою імпульсів напруги, які називаються потенціалами дії, функції яких включають комунікацію нервової системи нейронами та м'язами. Електричний шок стимулює цю систему та викликає скорочення м'язів. Потенціали дії також відповідають за координацію діяльності деяких рослин.